# Einsiedeln

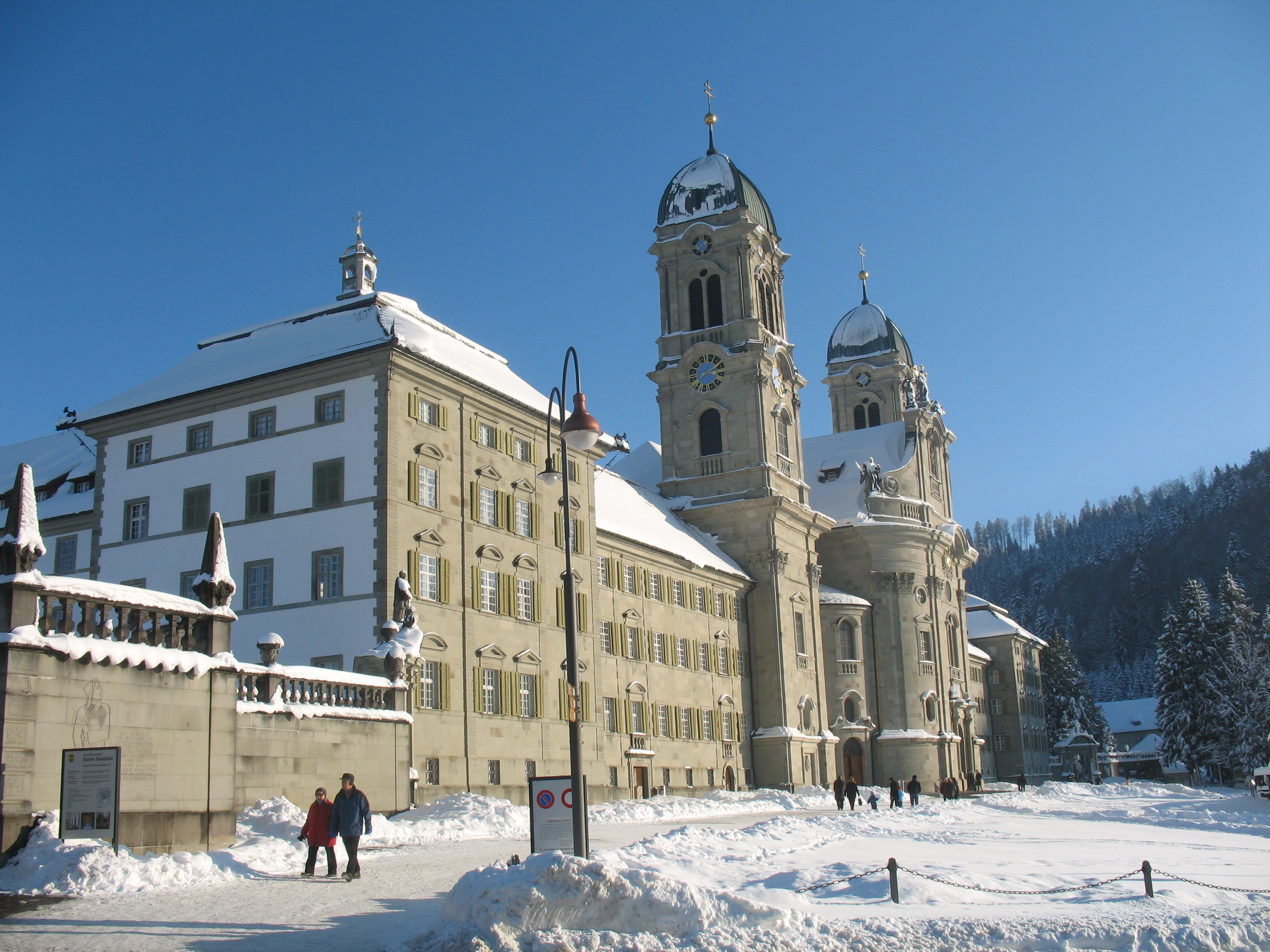
Opactwo w Einsiedeln w scenerii zimowej

Einsiedeln (gsw. Äinsidlä, rm. Nossadunaun) – miejscowość i gmina w Szwajcarii, w kantonie Schwyz, w okręgu Einsiedeln. Ośrodek sportów zimowych oraz kompleks skoczni Schanzen Einsiedeln, cel pielgrzymek. Na terenie gminy leży jezioro Sihlsee. 

## Demografia
W Einsiedeln mieszkają 16 253 osoby. W 2021 roku 17,1% populacji gminy stanowiły osoby urodzone poza Szwajcarią. 

## Opactwo

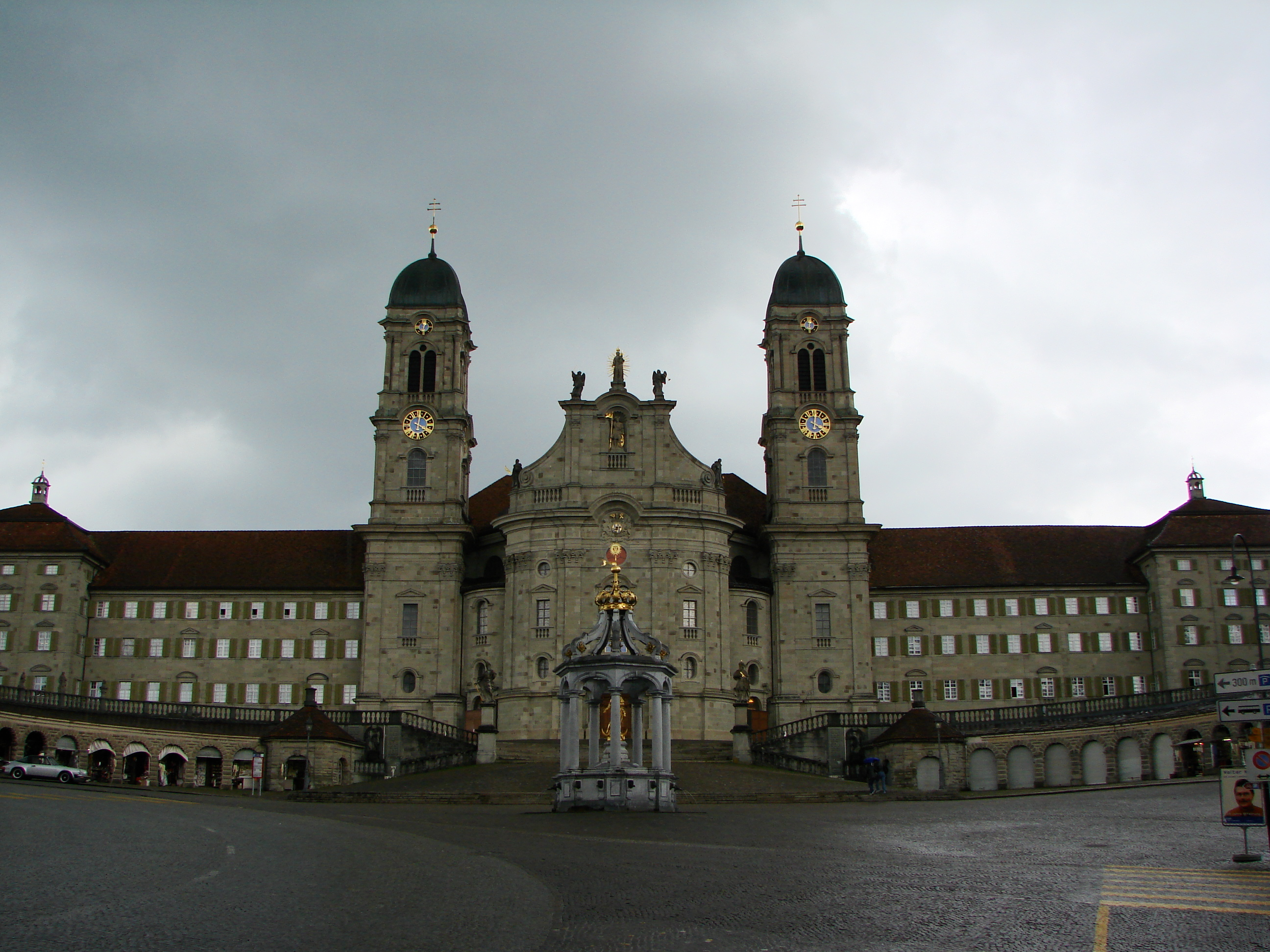
Fasada opactwa

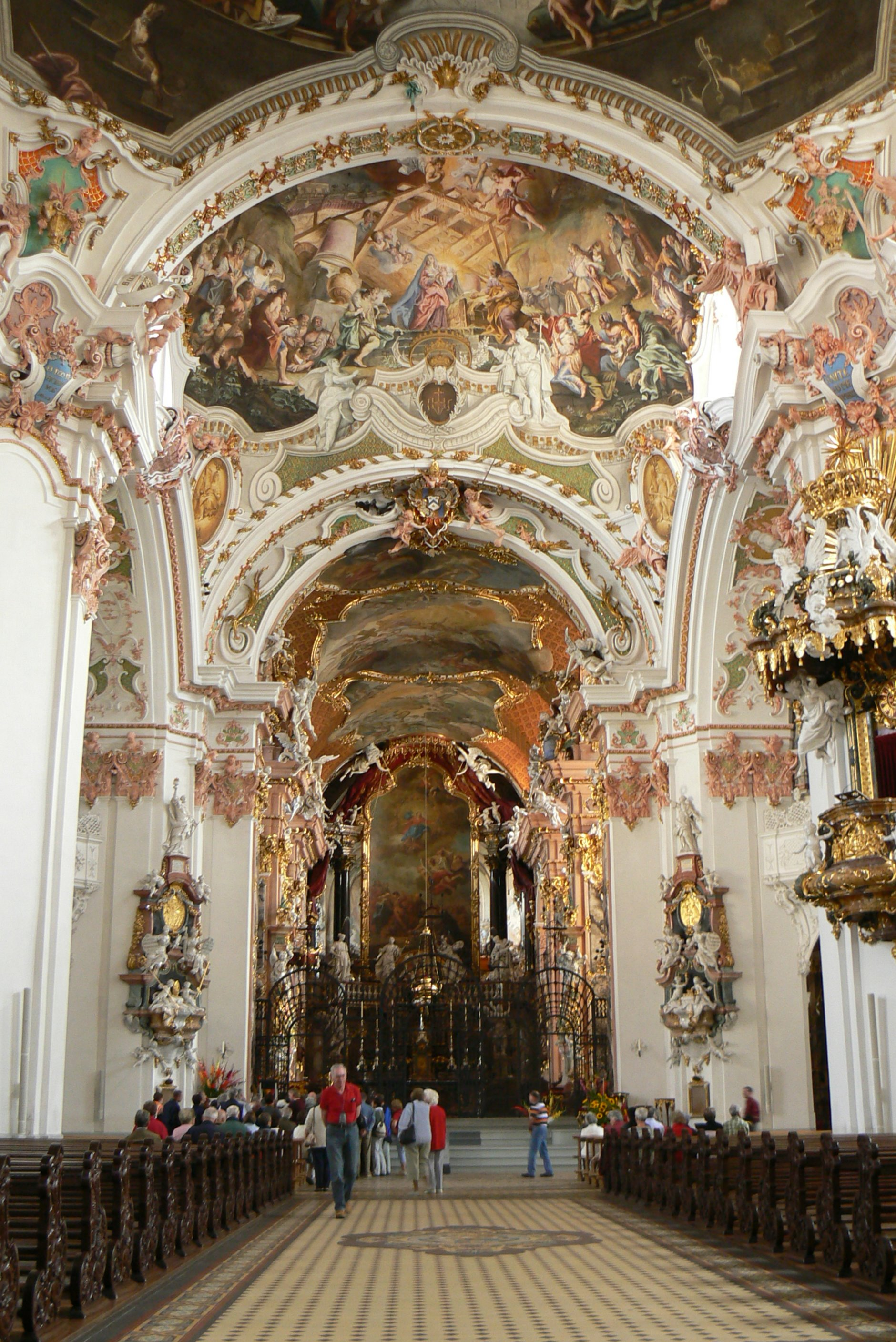
Wnętrze kościoła klasztornego

Einsiedeln jest znane z zabytkowego opactwa terytorialnego benedyktynów założonego w 934 roku. Klasztor zostało założony w miejscu śmierci św. Meinrada przez księcia Hermana. Otton I Wielki nadał mu rangę opactwa cesarskiego. Opactwo w XIII w. zaczęło podupadać na skutek pożarów i ucisku książąt. Od połowy XIV w. miało jedynie 3-5 mnichów. Ostatni mnich, Deibold von Geroldseck, opuścił klasztor w 1525, przyłączając się do zwolenników Huldrycha Zwingliego.
W XVI w. opat J. Eichhorn odnowił duchowe i materialne podstawy klasztoru. W XVIII w. wzniesiono klasztor w kształcie czworoboku, a w jego obrębie barokowy kościół. W kościele, pod sklepieniem z freskami, znajduje się kapliczka z czarnego marmuru z uznawaną za cudowną statuą Czarnej Madonny z ok. 1450 r. Od II wojny światowej rocznie odwiedza ją ok. 150 000 pielgrzymów. W 1980 r. opactwo liczyło 153 zakonników, w 2016 - ok. 50.

## Osoby

### urodzone w Einsiedeln
- Andreas Küttel, skoczek narciarski
- Paracelsus, lekarz

## Współpraca
Miejscowości partnerskie:
- Altötting, Niemcy
- Częstochowa, Polska
- Fatima, Portugalia
- Loreto, Włochy
- Lourdes, Francja
- Mariazell, Austria

## Transport
Przez teren gminy przebiegają drogi główne nr 8 i nr 386.